# Eutrichosiphum jugeshwari
Eutrichosiphum jugeshwari är en insektsart. Eutrichosiphum jugeshwari ingår i släktet Eutrichosiphum och familjen långrörsbladlöss. Inga underarter finns listade i Catalogue of Life.